# Râul Valea Rea, Neamț
- Pentru alte râuri omonime, vedeți pagina de dezambiguizare Valea Rea.

Râul Valea Rea este un curs de apă, afluent al râului Neamț (Ozana). 

## Hărți
- Parcul Vânători-Neamț